# Alqueria de Bayarri
L'Alqueria de Bayarri va ser una antiga alqueria del Camí de Vera, a València. Va ser construïda a finals del segle xviii per Bernat Bayarri i Copons, d'Alboraia.
El divendres 20 de setembre de 2019 va començar a ser enderrocada en el marc de l'ampliació de la V-21 i les conseqüents protestes, que van fer del Forn de Barraca un símbol de la resistència a la destrucció del patrimoni. El mateix dia 20 un grups d'activistes acampats a l'alqueria del Forn es van desplaçar a la de Bayarri per a evitar el seu enderrocament. Passat el cap de setmana, el 23 de setembre, l'alqueria fou finalment enderrocada.